# (19860) Anahtar
(19860) Anahtar est un astéroïde de la ceinture principale.

## Description
(19860) Anahtar est un astéroïde de la ceinture principale. Il fut découvert le 24 octobre 2000 à Socorro (Nouveau-Mexique) par le projet LINEAR. Il présente une orbite caractérisée par un demi-grand axe de 2,86 UA, une excentricité de 0,14 et une inclinaison de 3,2° par rapport à l'écliptique.

## Compléments